# Милертон (Њујорк)
Милертон (енгл. Millerton) град је у америчкој савезној држави Њујорк.

## Демографија
По попису из 2010. године број становника је 958, што је 33 (3,6%) становника више него 2000. године.
| Група             | 2000.       | 2010.       |
| Белци             | 842 (91,0%) | 738 (77,0%) |
| Афроамериканци    | 21 (2,3%)   | 51 (5,3%)   |
| Азијати           | 12 (1,3%)   | 15 (1,6%)   |
| Хиспаноамериканци | 36 (3,9%)   | 131 (13,7%) |
| Укупно            | 925         | 958         |